# Дзержинське (Волочиський район)
Дзержи́нське — колишнє село в Україні. Підпорядковувалося Тарнорудській сільській раді Волочиського району Хмельницької області. 28 січня 2009 року рішенням Хмельницької обласної ради село виключене з облікових даних.